# Kelly Carlson
Kelly Lee Carlson (ur. 17 lutego 1976) – amerykańska aktorka i modelka. Występowała w roli Kimber Henry w serialu Bez skazy.
W 2001 została umieszczona na liście 50 najpiękniejszych (ang. 50 Most Beautiful) „Tear Sheet Magazine” oraz Hot 100 of 2005 magazynu „Maxim”.

## Filmografia
| Rok       | Tytuł                                  | Rola                                    | Uwagi                              |
| --------- | -------------------------------------- | --------------------------------------- | ---------------------------------- |
| 2001      | 3000 mil do Graceland                  | członek gangu motocyklowego             |                                    |
| 2003–2010 | Bez skazy                              | Kimber Henry                            | 82 odcinki                         |
| 2004–2006 | Everwood                               | Ada                                     | 3 odcinki                          |
| 2004      | Żołnierze kosmosu 2: Bohater federacji | szer. Charlie Soda                      | wideo                              |
| 2004      | Paparazzi                              | Kristin                                 |                                    |
| 2005      | Head Cases                             | Patty Knight                            | odcinek „Pilot”                    |
| 2006      | CSI: Kryminalne zagadki Las Vegas      | Sally                                   | odcinek „Bang-Bang”                |
| 2006      | Włamanie                               | Marla                                   |                                    |
| 2006      | W cywilu                               | Kate Triton                             |                                    |
| 2007      | Shadowbox                              | Sandy                                   | film krótkometrażowy               |
| 2007      | CSI: Kryminalne zagadki Miami          | Laurie Atherton                         | odcinek „Just Murdered”            |
| 2008      | Moja dziewczyna wychodzi za mąż        | Christie Bailey                         |                                    |
| 2008      | Smak ryzyka                            | Lucy                                    |                                    |
| 2009      | Detektyw Monk                          | Lola                                    | odcinek „Mr. Monk Is Someone Else” |
| 2009–2010 | Melrose Place                          | Wendi Mattison                          | 4 odcinki                          |
| 2010      | Castle                                 | Ellie Monroe                            | odcinek „The Late Shaft”           |
| 2010      | Nie z tego świata                      | Janet Myers (nie wymieniona w napisach) | odcinek „Hammer of the Gods”       |
| 2010      | Ghostfacers                            | Janet Myers                             | 7 odcinków                         |